# NBC高爾夫台
高爾夫台（Golf Channel，1995年至2007年曾名為The Golf Channel）是美國的一個有線電視和衛星電視頻道，由NBC環球旗下的NBC體育集團所有。高爾夫台專門播出有關高爾夫的節目，創建於亞拉巴馬州伯明翰。現在高爾夫台總部位於佛羅里達州奧蘭多。2015年2月，高爾夫台的收視戶有79,250,000，佔美國電視用戶總數的68.1%。高爾夫台開始播出於1995年。

## 外部連結
- 官方网站